# DVCPRO P2
DVCPRO P2 (ook wel P2 Card) is een opslagmedium voor digitale video, ontwikkeld door Panasonic in 2004. In tegenstelling tot veel andere video opslagmedia heeft het een flashgeheugen in plaats van een magneetband of harde schijf. Bij de P2 Card horen speciale videocamera's en een adapter voor een PCMCIA om de kaart uit te lezen in een computer.

## Specificaties
- Maximale schrijfsnelheid: 640 Mbit/sec
- Verkrijgbare formaten: 4 GB, 8 GB, 16GB, 32GB en 64GB(Jan '09)
- Prijzen: $560/~€412(4 GB), $660/~€486(8 GB), $810/~€596(16GB) en $1,420/~€1,046(32GB)

(Prijzen en koersen waargenomen op 15-05-2009)
CompactFlash · Microdrive · Multi Media Card · Secure Digital Card · Memory Stick · xD-Picture Card · SmartMedia · P2 Card